# Buenaventura de Córdoba Espínola de la Cerda
Buenaventura de Córdoba Espínola de la Cerda (né le 23 mars 1724 à Madrid en Espagne, et mort le 6 mai 1777 à Madrid) est un cardinal espagnol du XVIIIe siècle.

## Biographie
Buenaventura de Córdoba est archidiacre de Talavera, abbé de Rute et Oñate et aumônier en chef du roi d'Espagne. Il est élu archevêque titulaire de Néocésarée-du-Pont (de) en 1761 et nommé Patriarche des Indes occidentales espagnoles.
Le pape Clément XIII le crée cardinal lors du consistoire du 23 novembre 1761. Il est chancelier et ministre principal de l'Ordre de Charles III d'Espagne. Le cardinal de Córdoba Espínola de la Cerda  participe au conclave de 1769 lors duquel Clément XIV est élu, mais ne participe pas au conclave de 1774-1775 (élection de Pie VI).

### Sources
- Fiche du cardinal sur le site fiu.edu